# Artistique-Weltmeisterschaft 2008

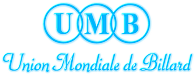
Logo UMB (ausrichtender Verband)

Die Billard-Artistique-Weltmeisterschaft 2008 war das 27. Turnier in dieser Disziplin des Karambolagebillards und fand vom 1. bis zum 5. April 2008 in Schelle statt. Es war die vierte Artistique-WM in Belgien.

## Geschichte
Erstmals wurde mit Haci Arap Yaman ein Türke Artistique-Weltmeister. Wie stark der türkische Verband ist, zeigte Serdar Gümüş, der Platz drei belegte. Ex-Weltmeister Xavier Fonellosa wurde zum dritten Mal Zweiter. Auch auf Platz drei landete der Niederländer Ruud de Vos.

## Modus
Gespielt wurde eine Gruppenphase als Vorrunde, bei der sich die beiden Gruppenbesten für die Final-Gruppenrunde qualifizierten, in denen die gesetzten Akteure mitspielten. Danach trafen die beiden Gruppenbesten im K.-o.-System aufeinander. Das Satzverhältnis spielte in der Endabrechnung keine Rolle mehr. Es wurden nur die prozentual gelösten Figuren gewertet.
Gewertet wurde wie folgt:
1. Matchpunkte (MP)
2. % gelöste Figuren

## Gesetzte Spieler
1. Sander Jonen (Titelverteidiger)
2. Hajime Watanabe (ACBC)
3. Victor Campos (CPB)
4. Serdar Gümüş (CEB)
5. Kevin Tran (CEB)
6. Eric Daelman (Wildcard KBBB)
7. Xavier Fonellosa (Wildcard CEB)
8. Willy Daelman (Wildcard UMB)

## Turnierverlauf

### Vorrunden-Gruppenphase
| Platz | Name            | MP  | SV  | Punkte | mögliche Pkte | %       | Best %  |
| ----- | --------------- | --- | --- | ------ | ------------- | ------- | ------- |
| 1     | Haci Arap Yaman | 6:0 | 9:2 | 513    | 702           | 73,07 % | 78,45 % |
| 2     | Ruud de Vos     | 4:2 | 8:7 | 586    | 937           | 62,54 % | 64,43 % |
| 3     | Tadashi Machida | 2:4 | 5:6 | 337    | 662           | 50,90 % | 44,61 % |
| 4     | Norberto Garcia | 0:6 | 2:9 | 216    | 672           | 32,14 % | –       |

| Platz | Name           | MP  | SV  | Punkte | mögliche Pkte | %       | Best %  |
| ----- | -------------- | --- | --- | ------ | ------------- | ------- | ------- |
| 1     | Madou Touré    | 6:0 | 9:0 | 319    | 568           | 56,16 % | 62,50 % |
| 2     | Walter Bax     | 4:2 | 6:3 | 334    | 538           | 62,08 % | 72,78 % |
| 3     | Facundo Prieto | 2:4 | 3:6 | 112    | 553           | 20,25 % | 18,49 % |
| 4     | Kim Jong-suk   | 0:6 | 0:9 | 92     | 544           | 16,91 % | –       |

| Platz | Name               | MP  | SV  | Punkte | mögliche Pkte | %       | Best %  |
| ----- | ------------------ | --- | --- | ------ | ------------- | ------- | ------- |
| 1     | Thomas Ahrens      | 6:0 | 9:3 | 529    | 809           | 65,38 % | 91,71 % |
| 2     | Yavuz Öney         | 4:2 | 6:7 | 476    | 817           | 58,26 % | 68,23 % |
| 3     | Tomotaka Takahashi | 2:4 | 6:6 | 428    | 840           | 50,95 % | 63,90 % |
| 4     | Jordi Oliver       | 0:6 | 4:9 | 441    | 873           | 50,51 % | –       |

| Platz | Name           | MP  | SV  | Punkte | mögliche Pkte | %       | Best %  |
| ----- | -------------- | --- | --- | ------ | ------------- | ------- | ------- |
| 1     | Jean Reverchon | 6:0 | 9:0 | 386    | 532           | 72,55 % | 77,65 % |
| 2     | Jürgen Goris   | 4:2 | 6:4 | 326    | 606           | 53,79 % | 56,57 % |
| 3     | Lee Hong-seung | 2:4 | 4:6 | 200    | 592           | 33,78 % | 44,68 % |
| 4     | Daniel Campos  | 0:6 | 0:9 | 137    | 544           | 25,18 % | –       |

### Endrunden-Gruppenphase
| Platz | Name            | MP  | SV  | Punkte | mögliche Pkte | %       | Best %  |
| ----- | --------------- | --- | --- | ------ | ------------- | ------- | ------- |
| 1     | Haci Arap Yaman | 4:2 | 8:5 | 631    | 837           | 75,38 % | 83,33 % |
| 2     | Sander Jonen    | 4:2 | 7:5 | 538    | 798           | 67,41 % | 76,00 % |
| 3     | Jürgen Goris    | 2:4 | 7:8 | 648    | 1004          | 64,54 % | 78,50 % |
| 4     | Willy Daelman   | 2:4 | 4:8 | 429    | 779           | 55,07 % | 53,44 % |

| Platz | Name             | MP  | SV  | Punkte | mögliche Pkte | %       | Best %  |
| ----- | ---------------- | --- | --- | ------ | ------------- | ------- | ------- |
| 1     | Serdar Gümüş     | 4:2 | 7:5 | 484    | 818           | 59,16 % | 70,70 % |
| 2     | Xavier Fonellosa | 4:2 | 8:6 | 551    | 950           | 58,00 % | 62,96 % |
| 3     | Yavuz Öney       | 2:4 | 5:6 | 441    | 735           | 60,00 % | 67,80 % |
| 4     | Jean Reverchon   | 2:4 | 5:8 | 487    | 898           | 54,23 % | 53,52 % |

| Platz | Name          | MP  | SV  | Punkte | mögliche Pkte | %       | Best %  |
| ----- | ------------- | --- | --- | ------ | ------------- | ------- | ------- |
| 1     | Walter Bax    | 6:0 | 9:3 | 549    | 802           | 68,45 % | 77,64 % |
| 2     | Thomas Ahrens | 4:2 | 7:5 | 567    | 848           | 66,86 % | 68,05 % |
| 3     | Eric Daelman  | 2:4 | 7:7 | 625    | 953           | 65,58 % | 69,79 % |
| 4     | Victor Campos | 0:6 | 1:9 | 266    | 618           | 43,04 % | –       |

| Platz | Name            | MP  | SV  | Punkte | mögliche Pkte | %       | Best %  |
| ----- | --------------- | --- | --- | ------ | ------------- | ------- | ------- |
| 1     | Madou Touré     | 6:0 | 9:4 | 619    | 843           | 73,42 % | 80,06 % |
| 2     | Ruud de Vos     | 4:2 | 8:5 | 605    | 805           | 75,15 % | 73,52 % |
| 3     | Kevin Tran      | 2:4 | 7:8 | 647    | 974           | 66,42 % | 60,68 % |
| 4     | Hajime Watanabe | 0:6 | 2:9 | 340    | 694           | 48,99 % | –       |

## K.-o.-Runde
|  | Viertelfinale Best of 5 | Viertelfinale Best of 5 |                         |                         | Halbfinale Best of 5 | Halbfinale Best of 5 |  |  | Finale Best of 5 | Finale Best of 5 |
|  |                         |                         |                         |                         |                      |                      |  |  |                  |                  |
|  | Haci Arap Yaman         | 2:0/3:2/282/391/71,22 % |                         |                         |                      |                      |  |  |                  |                  |
|  | Thomas Ahrens           | 0:2/2:3/270/391/69,05 % |                         |                         |                      |                      |  |  |                  |                  |
|  | Thomas Ahrens           | 0:2/2:3/270/391/69,05 % | Haci Arap Yaman         | 2:0/3:1/207/253/81,81 % |                      |                      |  |  |                  |                  |
|  |                         |                         | Haci Arap Yaman         | 2:0/3:1/207/253/81,81 % |                      |                      |  |  |                  |                  |
|  |                         | Ruud de Vos             | 0:2/1:3/196/273/71,79 % |                         |                      |                      |  |  |                  |                  |
|  | Ruud de Vos             | Ruud de Vos             | 0:2/1:3/196/273/71,79 % | 2:0/3:1/189/256/73,82 % |                      |                      |  |  |                  |                  |
|  | Ruud de Vos             |                         |                         | 2:0/3:1/189/256/73,82 % |                      |                      |  |  |                  |                  |
|  | Sander Jonen            | 0:2/1:3/164/256/64,06 % |                         |                         |                      |                      |  |  |                  |                  |
|  |                         |                         | Haci Arap Yaman         | 2:0/3:2/281/355/79,15 % |                      |                      |  |  |                  |                  |
|  |                         | Xavier Fonellosa        | 0:2/2:3/244/335/72,83 % |                         |                      |                      |  |  |                  |                  |
|  | Walter Bax              | 0:2/1:3/170/273/62,27 % |                         |                         |                      |                      |  |  |                  |                  |
|  | Serdar Gümüş            | 2:0/3:1/209/256/81,64 % |                         |                         |                      |                      |  |  |                  |                  |
|  | Serdar Gümüş            | 2:0/3:1/209/256/81,64 % | Serdar Gümüş            | 0:2/1:3/163/263/61,97 % |                      |                      |  |  |                  |                  |
|  |                         |                         | Serdar Gümüş            | 0:2/1:3/163/263/61,97 % |                      |                      |  |  |                  |                  |
|  |                         | Xavier Fonellosa        | 2:0/3:1/188/253/74,30 % |                         |                      |                      |  |  |                  |                  |
|  | Madou Touré             | Xavier Fonellosa        | 2:0/3:1/188/253/74,30 % | 0:2/2:3/223/333/66,96 % |                      |                      |  |  |                  |                  |
|  | Madou Touré             |                         |                         | 0:2/2:3/223/333/66,96 % |                      |                      |  |  |                  |                  |
|  | Xavier Fonellosa        | 2:0/3:2/237/348/68,10 % |                         |                         |                      |                      |  |  |                  |                  |

## Abschlusstabelle
| Phase                                                      | Platz | Name               | MP | SV    | Punkte | mögliche Punkte | %       | Best %  |
| ---------------------------------------------------------- | ----- | ------------------ | -- | ----- | ------ | --------------- | ------- | ------- |
| Finale                                                     | 1     | Haci Arap Yaman    | 16 | 26:12 | 1915   | 2538            | 75,45 % | 83,33 % |
| Finale                                                     | 2     | Xavier Fonellosa   | 8  | 16:12 | 1220   | 1886            | 64,68 % | 74,30 % |
| Halb- finale                                               | 3     | Ruud de Vos        | 10 | 20:16 | 1576   | 2271            | 69,39 % | 73,82 % |
| Halb- finale                                               | 3     | Serdar Gümüş       | 6  | 11:9  | 856    | 1337            | 64,02 % | 81,64 % |
| Viertel- finale                                            | 5     | Madou Touré        | 12 | 20:7  | 1161   | 1744            | 66,57 % | 80,06 % |
| Viertel- finale                                            | 6     | Thomas Ahrens      | 10 | 18:11 | 1366   | 2048            | 66,69 % | 91,71 % |
| Viertel- finale                                            | 7     | Walter Bax         | 10 | 16:9  | 1053   | 1613            | 65,28 % | 77,64 % |
| Viertel- finale                                            | 8     | Sander Jonen       | 4  | 8:8   | 702    | 1054            | 66,60 % | 76,00 % |
| Gruppen- phase 2                                           | 9     | Kevin Tran         | 2  | 7:8   | 664    | 984             | 67,47 % | 60,68 % |
| Gruppen- phase 2                                           | 10    | Eric Daelman       | 2  | 7:7   | 625    | 953             | 65,58 % | 69,79 % |
| Gruppen- phase 2                                           | 11    | Jürgen Goris       | 6  | 13:12 | 974    | 1610            | 60,49 % | 78,50 % |
| Gruppen- phase 2                                           | 12    | Yavuz Öney         | 6  | 11:13 | 917    | 1552            | 59,08 % | 68,23 % |
| Gruppen- phase 2                                           | 13    | Willy Daelman      | 2  | 4:8   | 429    | 779             | 55,07 % | 53,44 % |
| Gruppen- phase 2                                           | 14    | Jean Reverchon     | 8  | 14:8  | 873    | 1430            | 61,04 % | 77,65 % |
| Gruppen- phase 2                                           | 15    | Hajime Watanabe    | 0  | 2:9   | 340    | 694             | 48,99 % | –       |
| Gruppen- phase 2                                           | 16    | Victor Campos      | 0  | 1:9   | 266    | 618             | 43,04 % | –       |
| Gruppen- phase 1                                           | 17    | Tomotaka Takahashi | 2  | 6:6   | 428    | 840             | 50,95 % | 63,90 % |
| Gruppen- phase 1                                           | 18    | Tadashi Machida    | 2  | 5:6   | 337    | 662             | 50,90 % | 44,61 % |
| Gruppen- phase 1                                           | 19    | Lee Hong-seung     | 2  | 4:6   | 200    | 592             | 33,78 % | 44,68 % |
| Gruppen- phase 1                                           | 20    | Facundo Prieto     | 2  | 3:6   | 112    | 553             | 20,25 % | 18,49 % |
| Gruppen- phase 1                                           | 21    | Jordi Oliver       | 0  | 4:9   | 441    | 873             | 50,51 % | –       |
| Gruppen- phase 1                                           | 22    | Norberto Garcia    | 0  | 2:9   | 216    | 672             | 32,14 % | –       |
| Gruppen- phase 1                                           | 23    | Daniel Campos      | 0  | 0:9   | 137    | 544             | 25,18 % | –       |
| Gruppen- phase 1                                           | 24    | Kim Jong-suk       | 0  | 0:9   | 92     | 544             | 16,91 % | –       |
| Turnierdurchschnitt: 65,10 % (Endrunde) / 59,57 % (Gesamt) |       |                    |    |       |        |                 |         |         |